# آندری سانگلی
آندری سانگلی (انگلیسی: Andrei Sangheli؛ زادهٔ ۲۰ ژوئیهٔ ۱۹۴۴) سیاستمدار اهل مولداوی است. وی از ۱ ژوئیه ۱۹۹۲ تا ۲۵ ژانویه ۱۹۹۷ نخست‌وزیر این کشور بود.